# Resistencia Aeroclub
Resistencia Aeroclub är en flygplats i Argentina.   Den ligger i provinsen Chaco, i den nordöstra delen av landet, 800 km norr om huvudstaden Buenos Aires. Resistencia Aeroclub ligger 53 meter över havet.
Terrängen runt Resistencia Aeroclub är mycket platt. Runt Resistencia Aeroclub är det ganska tätbefolkat, med 116 invånare per kvadratkilometer.. Närmaste större samhälle är Colonia Baranda, 14,8 km nordväst om Resistencia Aeroclub.
I omgivningarna runt Resistencia Aeroclub växer huvudsakligen savannskog.